# Gösta Carlsson

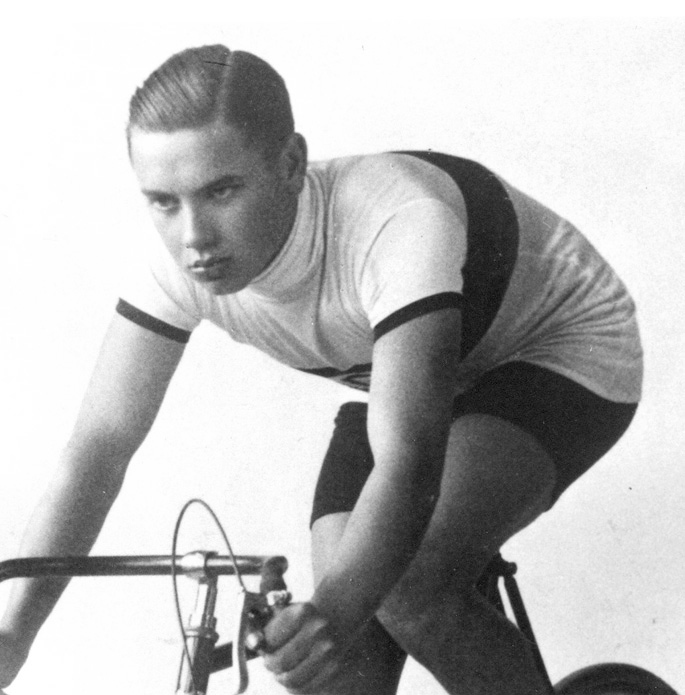
Gösta Carlsson (1920)

Gösta Carlsson (* 2. Februar 1906 in Uppsala; † 5. Oktober 1992 ebenda) war ein schwedischer Radrennfahrer.

## Sportliche Laufbahn
Carlsson war Teilnehmer der Olympischen Sommerspiele 1928 in Amsterdam. Im olympischen Straßenrennen gewann er beim Sieg von Henry Hansen die Bronzemedaille. Die schwedische Mannschaft mit Hansen, Orla Jørgensen und Leo Nielsen gewann in der Mannschaftswertung ebenfalls Bronze.
1926 hatte er die nationale Meisterschaft im Einzelzeitfahren über 100 Kilometer gewonnen. Auch 1927 und 1928 war er in dieser Meisterschaft siegreich. Mehrfach holte er auch den Titel in der Mannschaftswertung des Zeitfahrens. Bei den UCI-Straßen-Weltmeisterschaften 1931 wurde er  als 5. klassiert.